# Малиш Віталій Олександрович
Віталій Олександрович Малиш (1998-2022) — старший матрос сил спеціальних операцій України, учасник російсько-української війни.

## Життєпис
Народився 27 квітня 1998 року в селі Пустовійтівка Роменського району Сумської області.
Військовослужбовець 73 морського центру спеціальних операцій, старший матрос.
Загинув 2 жовтня 2022 року в Херсонській області.

## Нагороди
- Орден «За мужність» III ступеня[1].